# Kamionka (Podmielowiec)
Kamionka – część wsi Podmielowiec w Polsce, położona w  województwie świętokrzyskim, w powiecie kieleckim, w gminie Bodzentyn.
W latach 1975–1998 Kamionka administracyjnie należała do województwa kieleckiego.